# Mbay (Cameroun)
Pour les articles homonymes, voir Mbay.
Mbay est un village du Cameroun, rattaché à la commune de Nyanon, situé dans le département de la Sanaga-Maritime et la région du Littoral, situé à 26 km de Ndom.

## Population et développement
En 1967, la population de Mbay était de 133 habitants, essentiellement des Basso. La population de Mbay était de 178 habitants dont 93 hommes et 85 femmes, lors du recensement de 2005. 